# 463 av. J.-C.
Cette page concerne l'année 463 av. J.-C. du calendrier julien proleptique.

## Événements
- Printemps : fin de la révolte de Thasos[1] : Cimon d'Athènes conquiert la cité qui ne recouvre son indépendance qu'en 411 av. J.-C. (début en 465). Thasos entre dans la Ligue de Délos, doit détruire ses murailles, livrer ses vaisseaux, céder ses mines et ses établissements du continent (Pérée) et payer un tribut[2].

- 30 avril : éclipse solaire observée à Athènes[3].
- 13 octobre : début à Rome du  consulat de Publius Servilius Priscus et Lucius Aebutius Helva. Ils entrent en charge aux calendes d'août lorsque les années consulaires commençaient ce jour-là. Tous deux périssent rapidement à cause de la peste qui ravage Rome[4].

- À Athènes, Périclès attaque Cimon lors de la reddition des comptes ; le stratège accusé d'avoir reçu des pots-de-vin du roi de Macédoine, est acquitté par l'Aréopage[5].

## Naissances
- Siddhartha Gautama (463 – 383  av. J.-C.) né à la frontière du Népal et de l'Inde (la date est sujette à caution).